# کیم میونگ-سون
کیم میونگ-سون (انگلیسی: Kim Myung-soon؛ زادهٔ ۱۵ آوریل ۱۹۶۴) بازیکن هندبال اهل کره جنوبی است.